# Pokoše
Pokoše so naselje v Občini Slovenska Bistrica.